# Força ódica

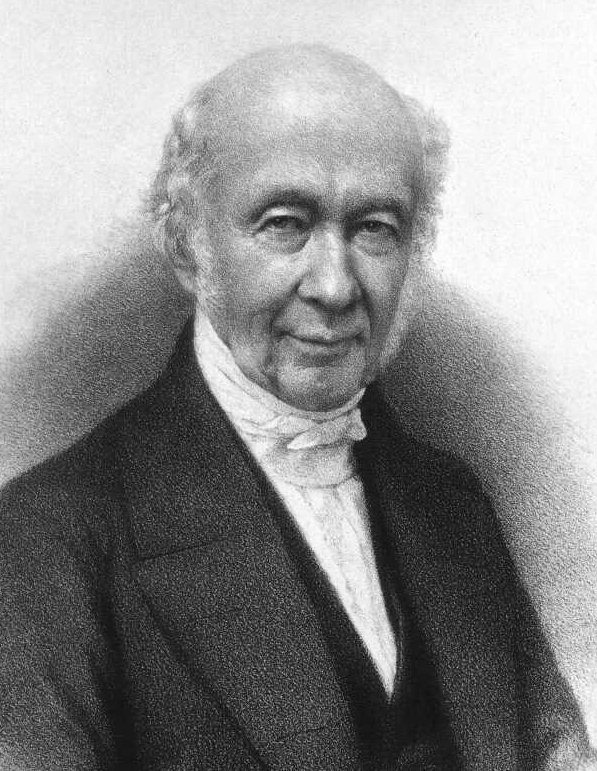
Barão Carl von Reichenbach

A força ódica é o nome dado, em meados do século XIX, a uma hipotética energia vital ou força vital pelo Barão Carl von Reichenbach, que cunhou o nome com base no deus nórdico Odin em 1845. O estudo da força ódica é denominado odologia.

## História
Enquanto von Reichenbach investigava a maneira pela qual o sistema nervoso humano poderia ser afetado por várias substâncias, ele concebeu a existência de uma nova força aliada à eletricidade, magnetismo e calor, uma força que ele pensava ser irradiada pela maioria das substâncias e cuja influência da qual diferentes pessoas são sensíveis  de várias maneiras. Ele chamou esse conceito vitalista de força ódica. Os proponentes dizem que a força ódica permeia todas as plantas, animais e humanos.
Os crentes na força ódica diziam que ela é visível na escuridão total como auras coloridas em torno de coisas vivas, cristais e ímãs, mas que para vê-la é necessário passar horas na escuridão total e apenas pessoas muito sensíveis têm a capacidade de observá-la. Eles também disseram que se assemelha aos conceitos asiáticos de prana e qi. No entanto, eles consideravam a força ódica não associada à respiração (como o prana da Índia e o qi das artes marciais chinesas), mas principalmente a campos eletromagnéticos biológicos.
Von Reichenbach não vinculou a força ódica a outras teorias vitalistas. Ele expôs o conceito de força ódica em detalhes em um artigo do tamanho de um livro, Pesquisas sobre magnetismo, eletricidade, calor e luz em suas relações com as forças vitais, que apareceu em uma edição especial de uma revista científica respeitada, Annalen der Chemie und Physik. Ele disse que (1) a força ódica tinha um fluxo positivo e negativo, e um lado claro e escuro; (2) os indivíduos podem "emaná-la" à força, principalmente das mãos, boca e testa; e (3) a força ódica tinha muitas aplicações possíveis.
A força ódica foi conjecturada para explicar o fenômeno do hipnotismo. No Reino Unido, essa visão do assunto foi impulsionada após a tradução de Researches de Reichenbach pelo Dr. Gregory, professor de química da Universidade de Edimburgo. Essas pesquisas posteriores tentaram mostrar que muitos dos fenômenos ódicos eram da mesma natureza daqueles descritos anteriormente por Franz Mesmer e, mesmo muito antes de Mesmer, por Swedenborg.
Os parapsicólogos franceses Hippolyte Baraduc e Albert de Rochas também foram influenciados pelo conceito da força ódica.

## Recepção científica
O conceito de força ódica foi criticado pela comunidade científica por não haver dados confiáveis ou replicáveis para sua existência. O conceito foi descrito como charlatanismo pelos críticos e é considerado hoje um exemplo de pseudociência.
O escritor de ciência Martin Gardner em seu livro Manias e Crendices em Nome da Ciência (1957) observou que "os cientistas foram incapazes de duplicar os experimentos do barão."
Os cientistas abandonaram conceitos como a força ódica. Na cultura popular ocidental, o nome é usado de maneira semelhante a qi ou prana para se referir às energias espirituais ou à força vital associada aos seres vivos. Na Europa, a força ódica foi mencionada em livros sobre radiestesia, por exemplo.